# Баріонний заряд
Баріонний заряд, іноді баріонне число — адитивне квантове число у фізиці елементарних частинок, відповідає закону збереження баріонного заряду, позначається латинською літерою {\displaystyle B}. Баріонний заряд властивий лише баріонам, приймає значення 1 для частинок та -1 для античастинок. Для решти частинок, включаючи мезони та лептони, баріонний заряд дорівнює нулю. Таким чином, різниця кількості баріонів та антибаріонів в системі залишається сталою.
Враховуючи внутрішню структуру баріонів, поняття баріонного заряду може бути узагальнено на кварки. Приймаючи баріонний заряд кварку (антикварку) рівним 1/3 (-1/3), для будь-якого адрону баріонний заряд визначається як
{\displaystyle B={\frac {N_{q}-N_{\overline {q}}}{3}}}
де
{\displaystyle N_{q}\ } — кількість кварків і
{\displaystyle N_{\overline {q}}} — кількість антикварків.

Вперше баріонний заряд був введений для опису розпаду {\displaystyle \Lambda } баріонів. Канали розпаду {\displaystyle \Lambda \to p\pi ^{-}}, {\displaystyle \Lambda \to n\pi ^{0}} є дозволеними, в той час як {\displaystyle \Lambda \to \pi ^{0}\pi ^{0}}, {\displaystyle \Lambda \to \pi ^{+}\pi ^{-}} — забороненими, що пояснюється законом збереження баріонного заряду.
Закон збереження баріонного заряду також унеможливлює розпад протона.

## Закон збереження
Баріонний заряд строго зберігається в рамках стандартної моделі. Це означає, що при реакціях між елементарними частинками різниця кількості баріонів та антибаріонів не змінюється. В деяких теоріях поза стандартною моделлю, зокрема в теорії великого об'єднання, припускається порушення збереження баріонного заряду. В той же час різниця між баріонним і лептонним зарядом {\displaystyle B-L} зберігається завжди.